# Astragalus paraplesius
Astragalus paraplesius är en ärtväxtart som beskrevs av Aleksandr Andrejevitj Bunge. Astragalus paraplesius ingår i släktet vedlar, och familjen ärtväxter. Inga underarter finns listade i Catalogue of Life.